# Thorsten Poschwatta
Thorsten Poschwatta (* 18. August 1961 in Karlsruhe) ist ein Generalleutnant der Luftwaffe der Bundeswehr und Kommandeur des Zentrums Luftoperationen in Kalkar.

## Militärische Laufbahn
Poschwatta trat 1981 in die Bundeswehr ein, nachdem er im gleichen Jahr sein Abitur in Erkelenz abgelegt hatte. Seine Ausbildung zum Offizier absolvierte er an der Offizierschule der Luftwaffe. Von 1982 bis 1984 durchlief er die fliegerische Ausbildung zum Waffensystemoffizier auf der Mather AFB in Kalifornien, in Fürstenfeldbruck, Cottesmore (Rutland, Vereinigtes Königreich) und Jever. Von 1984 bis 1994 erfolgte eine 10-jährige Dienstzeit beim Jagdbombergeschwader 31 „Boelcke“ in Nörvenich. Er durchlief dort die Verwendungen des Fluggruppenführers, Ordonnanzoffiziers, Leiter des Gefechtsstands (S3E) und Einsatzstabsoffiziers, bevor er von 1994 bis 1996 Teilnehmer des 39. Generalstabsdienstlehrgangs der Luftwaffe an der Führungsakademie der Bundeswehr in Hamburg war und zum 1. Oktober 1995 zum Oberstleutnant befördert wurde.
Im Anschluss war Poschwatta von 1996 bis 1998 Staff Officer Policy Division im Hauptquartier Allied Joint Force Command Brunssum in den Niederlanden. In dieser Verwendung erfolgte auch sein erster Auslandseinsatz als Director Joint Operations Center im Hauptquartier SFOR in Sarajevo. Von 1998 bis 2000 war er zunächst stellvertretender und im Anschluss Kommandeur der Fliegenden Gruppe des Jagdbombergeschwader 31 „Boelcke“ und im Rahmen dieser Verwendung in seinem zweiten Einsatz als Leiter des deutschen Gefechtsstandes in Vicenza (Italien) während der Operation Allied Force tätig.
Nach der Kommandeurzeit folgte im Jahr 2000 eine fast dreijährige Verwendung als Referent im Führungsstab der Luftwaffe III 3 und später III 5, bevor er 2003 als Oberst zum Chef des Stabes der 1. Luftwaffendivision in Fürstenfeldbruck wurde. 2004 wurde Poschwatta Geschwaderkommodore des Aufklärungsgeschwaders 51 „Immelmann“ in Jagel. Im Rahmen dieser Verwendung erfolgte 2007 sein dritter Auslandseinsatz als Kommodore des Einsatzgeschwader Masar-e Scharif in Afghanistan.
Von 2007 bis 2012 erfolgte eine fünfjährige Verwendung als Referatsleiter im Bundesministerium der Verteidigung, zunächst im Führungsstab der Luftwaffe III 1 in Bonn, danach als Teamleiter Einsatzteam Balkan/Vereinte Nationen/Europäische Union im Einsatzführungsstab und als Referatsleiter SE II 3 Maghreb/Naher Osten in Berlin.

## Generalsverwendungen
Vom 1. Oktober 2012 bis 31. Oktober 2014 diente Poschwatta als Abteilungsleiter Einsatz im Kommando Luftwaffe in Berlin-Gatow. Er wurde mit Wirkung vom 1. Dezember 2012 zum Brigadegeneral ernannt. Vom 21. August 2013 bis 21. Februar 2014 war er im ISAF-Einsatz als Base Commander und Senior Airfield Authority im Camp Marmal in Afghanistan. Von 1. November 2014 bis März 2020 war er, als Nachfolger von Konteradmiral Rainer Brinkmann, stellvertretender Befehlshaber des Einsatzführungskommandos der Bundeswehr in Schwielowsee bei Potsdam. Diesen Dienstposten übergab er an Flottillenadmiral Jörg Klein. Poschwatta wurde, als Nachfolger von Andreas Marlow und unter Beförderung zum Generalleutnant, zum 9. April 2020 Chef des Stabes der Mission Resolute Support in Afghanistan. Am 17. Dezember 2021 übernahm er von Generalleutnant Klaus Habersetzer das Kommando über das Zentrum Luftoperationen.

## Sonstiges
Poschwatta hat über 2200 Flugstunden, davon 2000 Flugstunden auf dem Waffensystem Panavia Tornado sowohl in der Jagdbomber- als auch in der Aufklärer-Rolle.
Poschwatta ist in der Seniorenleichtathletik aktiv und erfolgreich. Unter anderem nahm er an den „World Master Athletics Championships Indoor Daegu 2017“ in Südkorea teil und gewann bei den „European Masters Athletics Championships Stadia“ im Juli/August 2017 in Dänemark mit der 4 × 100-m-Staffel und der 4 × 400-m-Staffel jeweils die Silbermedaille.
Mit der Startgemeinschaft Top Weiß Spandau ist er Inhaber des deutschen Rekordes über 4 × 200 m in der Halle und Weltrekordler über 4 × 400 m in der Halle.
Poschwatta hat zwei Kinder. Brigadegeneral Peter Poschwatta war sein Vater; Generalmajor Siegfried Poschwatta ist sein Onkel.